# Spre Lac
Spre Lac (în rusă: Эпидемия, Epidemia), este un serial de televiziune rusesc. Premiera a avut loc pe platforma rusească Premier la 14 noiembrie 2019. Netflix a achiziționat serialul și a fost lansat internațional la 8 octombrie 2020. Seria se bazează pe Vongozero (2011), romanul de debut al scriitoarei ruse Yana Vagner.

## Prezentare
Locuitorii din Moscova sunt infectați cu un virus letal necunoscut, simptomele majore pe care le provoacă sunt tusea și decolorarea ochilor, iar după patru zile, are loc moartea. Nimeni nu știe cum poate să reziste la această infecție. Capitala țării este acoperită de o epidemie, transformând-o treptat într-un oraș fantomă: nu mai există electirictate, banii și-au pierdut valoarea, haosul și dezordinea domină oriunde și se adună bande de jefuitori, mass-media intră în panică, iar cei care nu sunt încă infectați luptă disperat pentru mâncare și benzină. Orașul este pus în carantină; toate intrările către acesta sunt închise.
Fugind de epidemie, Serghei, împreună cu noul său iubit, fiul ei autist, propriul său fiu, fosta sa soție care nu l-a putut ierta, tatăl său și vecinii care li s-au alăturat, merg în Karelia. Acolo, pe o insulă pustie din mijlocul Vongozero, vor să se ascundă de amenințarea contaminării într-o navă de refugiu.
Pe fundalul unei teribile catastrofe globale, se joacă și o dramă crudă de familie. Oamenii care în mod normal nu ar fi fost niciodată sub același acoperiș trebuie acum să se unească pentru a încerca să scape de epidemia în creștere. Pe drum, nu numai că se vor confrunta cu diverse pericole, dar vor depăși și necazurile familiale, vor învăța nu numai să supraviețuiască, ci și să ierte.

## Distribuție
- Viktoriya Isakova ca Anna
- Kirill Käro ca Serghei
- Aleksandr Robak ca Lyonya
- Natalya Zemtsova ca Marina
- Maryana Spivak ca Irina
- Yuri Kuznetsov ca Boris Mikhailovich
- Eldar Kalimulin ca Misha
- Viktoriya Agalakova ca Polina
- Aleksandr Yatsenko ca Pavel
- Saveliy Kudryashov ca Anton

## Producție
Filmările au avut loc în 2018 în Moscova, în regiunea Moscova și în regiunea Arkhangelsk (în orașul Onega și satul Malozhma, Districtul Onezhsky). Vongozero a portretizat Golful Onega. După ce s-a lansat în Rusia, Netflix a cumpărat drepturile pentru serial cu 1.5 milioane de dolari, potrivit ziarului rusesc Kommersant.
În timpul unui interviu din noiembrie 2020, actrița Viktoriya Agalakova a comentat recepția internațională pozitivă a emisiunii pe Netflix: "Sunt extrem de bucuroasă că publicului străin i-a plăcut proiectul nostru. Am făcut-o cu drag și, prin urmare, suntem foarte încântați că oamenii se bucură să îl urmărească - la urma urmei, pentru asta am lucrat. Mulți străini îmi scriu; lasă recenzii detaliate despre proiectul nostru - și, sincer, este incredibil și este greu de crezut."

## Episoade
| Nr. în serial | Nr. în sezon | Titlu        | Regizat de       | Scris de                                  | Data lansării     |
| --- | ------------ | ------------ | ---------------- | ----------------------------------------- | ----------------- |
| 1 | 1            | „Episodul 1” | Pavel Kostomarov | Roman Kantor                              | 14 noiembrie 2019 |
| Moscova este răvășită de o boală contagioasă, de panică și jafuri, iar un grup de familii și vecini ajunși laolaltă formează o alianță șubredă pentru a supraviețui.       |              |              |                  |                                           |                   |
| 2 | 2            | „Episodul 2” | Pavel Kostomarov | Roman Kantor                              | 21 noiembrie 2019 |
| Fuga disperată a grupului este perturbată de o greșeală costisitoare și amenințările unor oameni. O trădare este pedepsită rapid, iar grupul își alege destinația finală.  |              |              |                  |                                           |                   |
| 3 | 3            | „Episodul 3” | Pavel Kostomarov | Roman Kantor, "featuring" Alexey Karaulov | 28 noiembrie 2019 |
| Pasiunea se aprinde între Polina și Misha. Un atac brutal pune o viață în pericol. Grupul găsește adăpost de furtună, dar este zguduit de o descoperire oribilă în vecini. |              |              |                  |                                           |                   |
| 4 | 4            | „Episodul 4” | Pavel Kostomarov | Roman Kantor, "featuring" Alexey Karaulov | 5 decembrie 2019  |
| Niște străini, și buni, și cruzi, schimbă cursul călătoriei, iar iubirea înflorește în locuri neașteptate. O mulțime furioasă provoacă haos și o greșeală tragică.         |              |              |                  |                                           |                   |
| 5 | 5            | „Episodul 5” | Pavel Kostomarov | Roman Kantor, "featuring" Alexey Karaulov | 12 decembrie 2019 |
| Descoperind că lipsește cineva, caravana face cale întoarsă și se întâlnește cu un bun samaritean... și cu niște copii înspăimântători. Boala atinge grupul.               |              |              |                  |                                           |                   |
| 6 | 6            | „Episodul 6” | Pavel Kostomarov | Roman Kantor, Alexey Karaulov             | 20 decembrie 2019 |
| O infecție duce la împărțirea unei case, iar Ira și Serghei depășesc o limită. Secvențe retrospective dezvăluie durere în trecutul lui Serghei, al Polinei și al Marinei.  |              |              |                  |                                           |                   |
| 7 | 7            | „Episodul 7” | Pavel Kostomarov | Roman Kantor, "featuring" Alexey Karaulov | 27 decembrie 2019 |
| După ce Boris se roagă, are loc o binecuvântare, dar și alte suferințe. Ira și Serghei încearcă să-și ascundă secretul, iar refugiile se dovedesc a nu fi deloc sigure.    |              |              |                  |                                           |                   |
| 8 | 8            | „Episode 8”  | Pavel Kostomarov | Roman Kantor                              | 3 ianuarie 2020   |
| Jurăminte de nuntă marchează noi începuturi. Ira expune secrete incriminatoare din jurnalul Aniei. Pavel are de făcut alegeri grele. O reuniune fericită este efemeră.     |              |              |                  |                                           |                   |

## Controverse
Al cincilea episod a dispărut de pe platforma Premier în 14 decembrie 2019 la numai două zile după lansare. În episod, pacienții din spital și alți civili sunt executați de bărbați care par a fi forțe de securitate, ceea ce a determinat speculații că episodul a fost cenzurat. Cu toate acestea, compania a declarat că a doua jumătate a sezonului a fost amânată până în februarie 2020 din cauza succesului unei alte serii, Policeman from Rublyovka (Полицейский с Рублевки) și că al cincilea episod a făcut parte din a doua jumătate. Directorul Pavel Kostomarov a declarat că eliminarea episodului a fost o surpriză și că nu i s-a dat un motiv.
Mai puțin de o săptămână mai târziu, pe 20 decembrie, al cincilea episod a reapărut pe platforma Premier, împreună cu al șaselea episod. La începutul celui de-al șaselea episod, un crainic la radio raportează că grupuri armate ilegale încearcă să preia puterea și că se prefac că sunt forțe de securitate care aruncă civilii sub pretextul evacuării înainte de a-i ucide. Totuși, Kostomarov a spus că „niciun cadru” nu a fost schimbat pentru a readuce seria pe Premier. Ministrul culturii, Vladimir Medinsky, a negat rapoartele mass-media că ar fi fost implicat în controversă, spunând că „nu există cenzură în țara noastră” și că eliminarea episodului a fost de „natură tehnică”. Premier a declarat că sezonul va continua să fie difuzat săptămânal până la încheierea sa, la cererea spectatorilor.